# Nekrolog 1815
Nekrolog
◄◄
| ◄
| 1811
| 1812
| 1813
| 1814
| 1815 | 1816 | 1817 | 1818 | 1819 | ► | ►►
Weitere Ereignisse | Allgemeiner Nekrolog 1815
Die Beschreibung der verstorbenen Person sollte so kurz wie möglich gehalten sein und nur deren signifikante Tätigkeit(en) enthalten.
Neue Namen ggf. auch unter dem Geburts- und Sterbedatum, also etwa unter 1. Januar und im Geburts- und Sterbejahr (2024) eintragen (nur bei entsprechender großer Wichtigkeit). Für Beispiele siehe die schon vorhandenen Artikel.
Außerdem über die fünf zuletzt Verstorbenen, zu denen es einen ausreichend guten Artikel für eine Präsentation auf der Hauptseite gibt, nach der todesbedingten Überarbeitung der Artikel ggf. auch unter Wikipedia Diskussion:Hauptseite informieren und sie am besten auch in den anderen Wikipedia-Sprachversionen eintragen. Tipp: Regelmäßig bei news.google.de nach „ist tot“, „gestorben“ oder „verstorben“ suchen.
Wenn eine Person gestorben ist, gibt es viele Seiten zu dieser Person in der Wikipedia, die davon auch betroffen sind und entsprechend aktualisiert werden müssen. Beispiele: Namenübersichtsseite, Geburtsjahr, Geburtsort-Seiten und viele mehr.
Wie finde ich die betroffenen Seiten?
Im Suchfeld auf der linken Seite gibt man den Suchbegriff so ein: „Vorname Nachname“. Dann klickt man auf Volltext und alle Seiten mit entsprechendem Suchtext werden aufgerufen. Hier sieht man dann schnell, wo auch das Todesjahr Sinn macht oder sogar ein Teil des Artikels angepasst werden muss. Auch hilft das „Werkzeug“ auf der linken Seite sehr gut, um solche Seiten aufzufinden: „Links auf diese Seite“. Somit ist die Wikipedia wieder aktuell in allen Bereichen! Hinweis: bei Eintragung der Kategorie „Gestorben JAHR“ wird der Missbrauchsfilter 49 ausgelöst, was jedoch nicht schlimm ist. Siehe: Spezial:Missbrauchsfilter/49
Dies ist eine Liste von im Jahr 1815 verstorbenen bekannten Persönlichkeiten. Die Einträge erfolgen innerhalb der einzelnen Daten alphabetisch sortiert. Tiere sind im Nekrolog für Tiere zu finden.

## Januar
| Tag        | Name                                                     | Beruf, bekannt als                                                                                    | Alter | Beleg |
| ---------- | -------------------------------------------------------- | --- | ----- | ----- |
| 2. Januar  | George Gale                                              | US-amerikanischer Politiker                                                                           | 58    |       |
| 3. Januar  | Johann Carl Corthum                                      | deutscher Gärtner und Pflanzenzüchter                                                                 |       |       |
| 3. Januar  | Wilhelm Maximilian Rabe von Pappenheim                   | Gutsbesitzer, Offizier, Hofbeamter                                                                    | 50    |       |
| 3. Januar  | Françoise Marie Antoinette Saucerotte                    | Französische Theaterschauspielerin                                                                    | 58    |       |
| 5. Januar  | Anton Wilhelm von L’Estocq                               | preußischer General der Kavallerie                                                                    | 76    |       |
| 5. Januar  | Joseph Anton Sambuga                                     | katholischer Theologe und Erzieher                                                                    | 62    |       |
| 8. Januar  | Claude-Juste-Alexandre Legrand                           | französischer Divisionsgeneral                                                                        | 52    |       |
| 8. Januar  | Gottlieb Friedrich Otto                                  | deutscher Lehrer, Pfarrer und Lexikograf                                                              | 63    |       |
| 8. Januar  | Edward Michael Pakenham                                  | britischer Generalmajor                                                                               | 36    |       |
| 9. Januar  | Augustus Alt                                             | britischer Soldat und erster Landvermesser von New South Wales                                        | 80    |       |
| 9. Januar  | Giovanni Castiglione                                     | italienischer Geistlicher, Bischof von Osimo und Kardinal                                             | 72    |       |
| 9. Januar  | Johann Ludwig Schlosser                                  | Dichter, lutherischer Theologe, Pastor in Bergedorf                                                   | 76    |       |
| 10. Januar | Belsazar Hacquet                                         | Naturwissenschaftler                                                                                  |       |       |
| 15. Januar | Thomas Bugge                                             | dänischer Astronom, Mathematiker, Kartograph und Landvermesser                                        | 74    |       |
| 15. Januar | Emma Hamilton                                            | englische Mätresse des Admirals Horatio Nelson                                                        |       |       |
| 16. Januar | Daniel Caffé                                             | deutscher Maler                                                                                       | 64    |       |
| 16. Januar | Josep Ferrer i Beltran                                   | aragonesisch-katalanischer Komponist und Organist                                                     |       |       |
| 16. Januar | André Hercule Marie Louis de Rosset de Rocozel de Fleury | französischer Hochadliger, Hofbeamter und Emigrant                                                    | 44    |       |
| 17. Januar | Giovanni Battista Monteggia                              | italienischer Chirurg                                                                                 | 52    |       |
| 18. Januar | Stanislas de Boufflers                                   | französischer Schriftsteller, Militär und Kolonialbeamter                                             | 76    |       |
| 21. Januar | Matthias Claudius                                        | deutscher Dichter und Journalist, Lyriker mit volksliedhafter, aber durchaus eigentümlicher Verskunst | 74    |       |
| 21. Januar | Johann Wilhelm Wendt                                     | deutscher Baumeister und Maler                                                                        | 67    |       |
| 26. Januar | Ludewig von Hanxleden                                    | deutscher Offizier, Rittergutsbesitzer und Politiker                                                  | 70    |       |
| 26. Januar | David von Wyss der Ältere                                | Bürgermeister von Zürich                                                                              | 77    |       |
| 28. Januar | Anton Dreyssig                                           | deutscher Hoforganist und Chorleiter in Dresden                                                       | 41    |       |
| 28. Januar | Iwan Iwanowitsch Terebenjow                              | russischer Bildhauer und Karikaturist                                                                 | 34    |       |
| 29. Januar | Arnoldus Vanderhorst                                     | US-amerikanischer Politiker                                                                           | 66    |       |
| 30. Januar | Johann Carl Daniel Curio                                 | Hamburger Lehrer, Privatlehrer und Publizist                                                          | 60    |       |
| 30. Januar | Johann Heinrich Seidel                                   | deutscher Gärtner und Pflanzenzüchter                                                                 | 70    |       |
| 31. Januar | Francesco Saverio Bianchi                                | italienischer Mönch und Mystiker                                                                      | 71    |       |
| 31. Januar | Franz Benedikt Hermann                                   | österreichischer Montanfachmann                                                                       | 59    |       |
| 31. Januar | Johann Christian von Hundt                               | preußischer Generalleutnant, Kommandant von Thorn                                                     | 84    |       |
| 31. Januar | Caroline von Linsingen                                   | frühe Liebe des Herzogs von Clarence                                                                  | 46    |       |
| Januar     | Angelo Maria Stoppani                                    | Schweizer Politiker                                                                                   | 46    |       |

## Februar
| Tag         | Name                                         | Beruf, bekannt als                                                                           | Alter | Beleg |
| ----------- | -------------------------------------------- | -------------------------------------------------------------------------------------------- | ----- | ----- |
| 3. Februar  | Niklaus Purtschert                           | Schweizer Baumeister und Politiker                                                           | 64    |       |
| 4. Februar  | Salomone Fiorentino                          | italienisch-jüdischer Dichter                                                                | 71    |       |
| 4. Februar  | August Robatz                                | österreichischer Bildhauer                                                                   |       |       |
| 8. Februar  | Ernst Christian von Kospoth                  | preußischer Generalleutnant                                                                  | 91    |       |
| 9. Februar  | Ellen Hutchins                               | irische Botanikerin                                                                          | 29    |       |
| 12. Februar | Étienne Marie Antoine Champion de Nansouty   | Reitergeneral                                                                                | 46    |       |
| 14. Februar | George Sackville, 4. Duke of Dorset          | britischer Peer und Politiker                                                                | 21    |       |
| 14. Februar | Paul Ludwig Simon                            | preußischer Architekt und Naturwissenschaftler                                               | 44    |       |
| 19. Februar | Leonhard von Call                            | österreichischer Komponist und Gitarrist                                                     | 47    |       |
| 19. Februar | Johann Fidel Erggelet                        | österreichischer Hofrat und Finanzexperte                                                    |       |       |
| 20. Februar | Johann Christoph Georg Adler                 | deutscher Jurist                                                                             | 56    |       |
| 21. Februar | Christian Leiste                             | deutscher Pädagoge, Mathematiker und Geograph                                                | 76    |       |
| 21. Februar | Johann Christoph Wedeke                      | deutscher evangelischer Theologe                                                             | 59    |       |
| 22. Februar | Simeon Olcott                                | US-amerikanischer Politiker                                                                  | 79    |       |
| 22. Februar | Smithson Tennant                             | englischer Chemiker                                                                          | 53    |       |
| 24. Februar | Robert Fulton                                | US-amerikanischer Ingenieur                                                                  | 49    |       |
| 24. Februar | Johann Ludwig Kisling                        | badischer Porträt-Hofmaler                                                                   | 68    |       |
| 25. Februar | John Thorold, 9. Baronet                     | englischer Adliger und Politiker                                                             | 80    |       |
| 26. Februar | Friedrich Josias von Sachsen-Coburg-Saalfeld | Prinz von Sachsen-Coburg-Saalfeld, Reichsgeneralfeldmarschall und kaiserlicher Feldmarschall | 77    |       |
| 26. Februar | Charles de Villers                           | französischer Offizier und Philosoph                                                         | 49    |       |
| 27. Februar | Johann Christian Meier                       | deutscher Pädagoge, Pfarrer und Schriftsteller                                               | 82    |       |
| 28. Februar | Johann Christoph Frisch                      | preußischer Hofmaler in Berlin                                                               | 77    |       |
| 28. Februar | Bernard Journu-Auber                         | französischer Politiker, Gelehrter und Reeder                                                | 69    |       |
| 28. Februar | Christiane Sophie Ludwig                     | deutsche Schriftstellerin                                                                    |       |       |
| 28. Februar | Plancher-Valcour                             | französischer Schauspieler und Dramatiker                                                    | 64    |       |
| Februar     | Robert Dodd                                  | britischer Marinemaler                                                                       |       |       |

## März
| Tag      | Name                              | Beruf, bekannt als                                                                    | Alter | Beleg |
| -------- | --------------------------------- | ------------------------------------------------------------------------------------- | ----- | ----- |
| 1. März  | Johann Marcus David               | deutscher Maler                                                                       | 51    |       |
| 2. März  | Francesco Bartolozzi              | italienischer Kupferstecher                                                           | 86    |       |
| 4. März  | Frances Abington                  | englische Schauspielerin                                                              |       |       |
| 5. März  | Franz Anton Mesmer                | deutscher Arzt, Begründer des Mesmerismus                                             | 80    |       |
| 8. März  | Karl Dominik von Reding           | Schweizer Politiker                                                                   | 59    |       |
| 12. März | David Bard                        | US-amerikanischer Politiker                                                           |       |       |
| 13. März | Marsilio Landriani                | italienischer Physiker, Chemiker und Meteorologe                                      | 63    |       |
| 14. März | Johann Georg Rosenmüller          | deutscher evangelischer Theologe                                                      | 78    |       |
| 16. März | Ioan Piuariu-Molnar               | rumänischer Ophthalmologe und Schriftsteller                                          |       |       |
| 18. März | Ernst Christoph Grattenauer       | deutscher Buchhändler und Verleger                                                    | 70    |       |
| 20. März | Augustinus Zhao Rong              | Soldat, chinesisch-christlicher Märtyrer                                              |       |       |
| 23. März | Johann Walch                      | deutscher Buchdrucker, Maler, Zeichner, Kupferstecher, Kartograph und Graphikverleger | 57    |       |
| 26. März | Lungtog Gyatsho                   | neunter Dalai Lama                                                                    |       |       |
| 27. März | Friedrich Albert Zimmermann       | schlesischer Geograph und Regionalhistoriker                                          | 69    |       |
| 31. März | Ludwig Heinrich Ferdinand Olivier | deutscher Pädagoge Schweizer Herkunft                                                 |       |       |

## April
| Tag       | Name                                               | Beruf, bekannt als | Alter | Beleg |
| --------- | -------------------------------------------------- | --- | ----- | ----- |
| 1. April  | Samuel Liljeblad                                   | schwedischer Botaniker                                                                                                   | 53    |       |
| 1. April  | Friedrich Christian Rühlmann                       | deutscher Pädagoge |       |       |
| 1. April  | Carl Ludwig von Schramm                            | preußischer Generalmajor                                                                                                 |       |       |
| 1. April  | Heinrich Ernst Carl von Tschammer und Quaritz      | preußischer Landrat | 57    |       |
| 2. April  | Carl Gottlieb Weisser                              | deutscher Bildhauer | 35    |       |
| 7. April  | Friedrich Wilhelm von der Schulenburg-Kehnert      | preußischer Offizier, zuletzt General der Kavallerie sowie Minister beim Generaldirektorium und beim Oberkriegskollegium | 72    |       |
| 8. April  | August Wilhelm von Auenmüller                      | sächsischer Major und Kreiskommissar                                                                                     | 60    |       |
| 8. April  | Jakub Jan Ryba                                     | böhmischer Lehrer, Kantor und Komponist                                                                                  | 49    |       |
| 10. April | William Roxburgh                                   | schottischer Arzt und Botaniker                                                                                          | 63    |       |
| 13. April | Edward Edwards                                     | britischer Marineoffizier und Entdecker                                                                                  |       |       |
| 14. April | Johann Leopold Konstantin von Larisch              | königlich preußischer Generalmajor                                                                                       | 62    |       |
| 15. April | Nikola Bani                                        | Erzbischof von Dubrovnik                                                                                                 | 78    |       |
| 15. April | Franz Xaver Procházka                              | tschechischer Maler | 68    |       |
| 15. April | Henriette Philippine Zimmer                        | Tante der Brüder Grimm                                                                                                   | 67    |       |
| 17. April | Johann Gottfried Haas                              | deutscher Altphilologe, Hebraist, Romanist, Grammatiker und Lexikograf                                                   |       |       |
| 17. April | Joseph Alois Holzmann                              | österreichischer Organist und Komponist                                                                                  | 52    |       |
| 17. April | Philipp Sigismund von Lepel                        | Landrat des Usedom-Wollinschen Kreises                                                                                   | 76    |       |
| 20. April | Wilhelm Friedrich Domeier                          | hannoveranischer Hofarzt                                                                                                 | 51    |       |
| 20. April | Karoline Schulze-Kummerfeld                        | deutsche Theaterschauspielerin                                                                                           | 72    |       |
| 21. April | Johann Christoph Mainberger                        | deutscher Organist und Komponist                                                                                         |       |       |
| 21. April | Joseph Winston                                     | US-amerikanischer Politiker                                                                                              | 68    |       |
| 22. April | Johann Hinrich Röding                              | deutscher Buchautor und Teehändler                                                                                       | 51    |       |
| 24. April | Sylvius Friedrich von Frankenberg und Ludwigsdorff | gothaischer Rat und Minister                                                                                             |       |       |
| 25. April | Bak Je-ga                                          | koreanischer Politiker und neokonfuzianischer Philosoph                                                                  | 64    |       |
| 26. April | Pierre Mathieu Joubert                             | Bischof von Angoulême, Mitglied der französischen verfassunggebenden Nationalversammlung, Politiker                      | 66    |       |
| 26. April | Carsten Niebuhr                                    | deutsch-dänischer Mathematiker, Kartograf und Forschungsreisender                                                        | 82    |       |
| 29. April | Isaac von Sinclair                                 | deutscher Diplomat und Schriftsteller                                                                                    | 39    |       |
| 30. April | Jean Joseph Tranchot                               | französischer Geograph                                                                                                   | 63    |       |

## Mai
| Tag     | Name                                         | Beruf, bekannt als | Alter | Beleg |
| ------- | -------------------------------------------- | --- | ----- | ----- |
| 5. Mai  | Felipe Rodríguez                             | spanischer Organist, Komponist und Mönch | 55    |       |
| 5. Mai  | Friedrich Wilhelm von Suter                  | königlich preußischer Generalleutnant | 81    |       |
| 6. Mai  | Georg Friedrich Fickert                      | deutscher Kirchenlieddichter und Pfarrer | 56    |       |
| 6. Mai  | Bernhard Stöger                              | deutscher katholischer Theologe, Philosoph und Pädagoge                                                                                              | 58    |       |
| 7. Mai  | Jabez Bowen                                  | britischer Händler, Politiker, Jurist und Offizier                                                                                                   | 75    |       |
| 7. Mai  | Andrew Fuller                                | englischer Theologe und Baptist | 61    |       |
| 8. Mai  | Ernst Julius von Magusch                     | preußischer Generalmajor |       |       |
| 8. Mai  | Louis-Auguste Jouvenel des Ursins d’Harville | französischer General der Kavallerie | 66    |       |
| 8. Mai  | Claude-Sixte Sautreau de Marsy               | französischer Publizist und Literat |       |       |
| 8. Mai  | David Ramsay                                 | US-amerikanischer Historiker und Politiker | 66    |       |
| 10. Mai | Judas Thaddäus Zauner                        | Rechtswissenschaftler, Historiker und Hochschullehrer                                                                                                | 64    |       |
| 11. Mai | Aletta Haniel                                | deutsche Unternehmerin | 73    |       |
| 12. Mai | Bökey Khan                                   | Kasachen-Fürst |       |       |
| 16. Mai | Jonathan Williams                            | US-amerikanischer Offizier und Politiker | 63    |       |
| 18. Mai | Fridolin Staub                               | Schweizer Unternehmer | 80    |       |
| 18. Mai | August Carl Alexander von Zanthier           | deutscher Hofbeamter und Autor | 80    |       |
| 21. Mai | Roman Hoffstetter                            | Benediktiner und Komponist | 73    |       |
| 21. Mai | William Nicholson                            | britischer Elektrochemiker, Schriftsteller, Übersetzer, Journalist, Verleger, Wissenschaftler, Erfinder des Aräometers und Entdecker der Elektrolyse | 61    |       |
| 23. Mai | Henry Muhlenberg                             | US-amerikanischer Theologe und Naturforscher | 61    |       |
| 25. Mai | Domenico Puccini                             | italienischer Komponist | 43    |       |
| 26. Mai | Georg Wilhelm Bartholdy                      | deutscher Pädagoge, Zeitschriftenherausgeber und Schriftsteller                                                                                      | 49    |       |
| 26. Mai | Daniel Dewey                                 | US-amerikanischer Jurist und Politiker | 49    |       |
| 27. Mai | Matthew Clay                                 | US-amerikanischer Politiker | 61    |       |
| 27. Mai | Gerhard von Hinüber                          | deutscher Postmeister und Amtmann | 62    |       |
| Mai     | Johann Nepomuk Meichsner                     | schwäbischer Maler |       |       |

## Juni
| Tag      | Name                                             | Beruf, bekannt als                                                                                      | Alter | Beleg |
| -------- | ------------------------------------------------ | --- | ----- | ----- |
| 1. Juni  | Louis-Alexandre Berthier                         | französischer General und Marschall von Frankreich                                                      | 61    |       |
| 1. Juni  | August Christian Borheck                         | deutscher Philologe, Historiker und Hochschullehrer                                                     | 64    |       |
| 1. Juni  | James Gillray                                    | britischer Karikaturist                                                                                 | 57    |       |
| 2. Juni  | Friedrich Carl Arndt                             | deutscher Jurist, Bürgermeister und Stadtrichter in Bergen auf Rügen                                    | 43    |       |
| 7. Juni  | Roger Nelson                                     | US-amerikanischer Politiker                                                                             |       |       |
| 14. Juni | Henriette von Knebel                             | deutsche Hofdame und Erzieherin                                                                         | 59    |       |
| 14. Juni | Philipp Adolph von Schwerin                      | preußischer Generalmajor und persönlicher Freund des Prinzen Heinrich                                   | 76    |       |
| 16. Juni | Friedrich Wilhelm                                | Herzog von Braunschweig, deutscher Heerführer der napoleonischen Kriege                                 | 43    |       |
| 16. Juni | Friedrich Karl Wilhelm von Hohenlohe-Ingelfingen | kaiserlicher Feldmarschall-Leutnant, Ritter des Maria Theresien-Ordens, Fürst von Hohenlohe-Ingelfingen | 63    |       |
| 16. Juni | Louis-Michel Letort                              | französischer General                                                                                   | 41    |       |
| 16. Juni | Friedrich Meier                                  | deutscher Maler und Teilnehmer an den Befreiungskriegen                                                 |       |       |
| 17. Juni | Hamidu Reis                                      | algerischer Korsarenkapitän                                                                             |       |       |
| 18. Juni | Jean-Jacques Desvaux de Saint-Maurice            | französischer Divisionsgeneral der Artillerie                                                           | 39    |       |
| 18. Juni | Frédéric Guillaume de Donop                      | französischer General der Kavallerie                                                                    | 42    |       |
| 18. Juni | Claude-Étienne Michel                            | französischer Offizier der französischen Revolutionsarmee und der Napoleonischen Armee                  | 42    |       |
| 18. Juni | Christian Friedrich Wilhelm von Ompteda          | deutscher Soldat                                                                                        | 49    |       |
| 18. Juni | Thomas Picton                                    | britischer Generalleutnant, Divisionskommandeur im Krieg auf der Halbinsel, Gouverneur von Trinidad     | 56    |       |
| 18. Juni | William Ponsonby                                 | britischer Generalmajor                                                                                 |       |       |
| 18. Juni | Wilhelm Werner Otto von Schwerin                 | preußischer Oberst                                                                                      | 42    |       |
| 19. Juni | Johann August Beck                               | Bürgermeister von Dresden                                                                               |       |       |
| 19. Juni | Raymond Pierre Penne                             | französischer General der Infanterie                                                                    | 44    |       |
| 20. Juni | Guillaume Philibert Duhesme                      | französischer Divisionsgeneral                                                                          | 48    |       |
| 20. Juni | George Montagu                                   | britischer Zoologe                                                                                      |       |       |
| 21. Juni | Georg Carl August du Plat                        | kurhannoverscher Oberst und Brigadier der deutschen Legion                                              | 45    |       |
| 21. Juni | Johann Christian Woltaer                         | deutscher Rechtswissenschaftler                                                                         | 70    |       |
| 22. Juni | Ludwig von Gall                                  | hessischer General-Major                                                                                | 46    |       |
| 22. Juni | Joseph Ludwig Stoll                              | österreichischer Lyriker, Dramatiker und Privatgelehrter                                                | 38    |       |
| 24. Juni | Charles Lee                                      | US-amerikanischer Jurist und Justizminister                                                             |       |       |
| 25. Juni | Friedrich Ernst von Schauroth                    | preußischer Generalmajor                                                                                | 67    |       |
| 28. Juni | Torii Kiyonaga                                   | japanischer Künstler                                                                                    |       |       |
| 29. Juni | Christian Friedrich Schwan                       | deutscher Verleger und Buchhändler                                                                      | 81    |       |
| 30. Juni | Friedrich Leopold von Schrötter                  | preußischer Offizier und Reformer                                                                       | 72    |       |

## Juli
| Tag      | Name                                       | Beruf, bekannt als                                              | Alter | Beleg |
| -------- | ------------------------------------------ | --------------------------------------------------------------- | ----- | ----- |
| 1. Juli  | Friedrich Theodor Bach                     | preußischer Beamter                                             |       |       |
| 1. Juli  | Johann Hermann von Melle                   | deutscher Pädagoge, und Bibliothekar                            | 65    |       |
| 3. Juli  | Friedrich Wilhelm von Reden                | deutscher Berghauptmann und preußischer Minister                | 63    |       |
| 4. Juli  | Eberhard August Wilhelm von Zimmermann     | deutscher Geograph und Naturhistoriker                          | 71    |       |
| 5. Juli  | Sofie Ackermann                            | deutsche Theaterschauspielerin                                  |       |       |
| 5. Juli  | Joseph Barker                              | US-amerikanischer Politiker                                     | 63    |       |
| 5. Juli  | Maximilian Friedrich von Merveldt          | österreichischer General und Diplomat                           | 51    |       |
| 6. Juli  | Gottlieb Schnelle                          | deutscher Jurist und Kämpfer in den Befreiungskriegen           | 25    |       |
| 6. Juli  | Samuel Whitbread                           | britischer Politiker                                            | 51    |       |
| 7. Juli  | Karl Friedrich Elsäßer                     | deutscher Rechtswissenschaftler                                 | 69    |       |
| 7. Juli  | Pedro de Garibay                           | Vizekönig von Neuspanien                                        |       |       |
| 7. Juli  | Sakugawa Kanga                             | Meister des frühen okinawanischen Tōde                          | 82    |       |
| 11. Juli | Hans Jakob Gonzenbach                      | Schweizer Politiker                                             | 61    |       |
| 15. Juli | Jean-Baptiste Maugérard                    | Bibliothekar, Buchhändler, Büchermarder                         | 80    |       |
| 16. Juli | Adolph Ferdinand Gehlen                    | deutscher Chemiker                                              | 39    |       |
| 16. Juli | Albert Jacob Steinfeldt                    | deutscher Pianist, Organist und Komponist                       | 74    |       |
| 16. Juli | Johann Peter Waldeck                       | deutscher Hochschullehrer der Rechtswissenschaften in Göttingen | 64    |       |
| 20. Juli | Jean Baptiste Louis d’Audebert de Férussac | französischer Offizier und Malakologe                           | 70    |       |
| 24. Juli | Ferdinand Bernhard Vietz                   | österreichischer Mediziner und Botaniker                        | 42    |       |
| 28. Juli | Philip Barton Key                          | US-amerikanischer Jurist und Politiker                          | 58    |       |

## August
| Tag        | Name                                             | Beruf, bekannt als                                                                                                 | Alter | Beleg |
| ---------- | ------------------------------------------------ | --- | ----- | ----- |
| 2. August  | Guillaume-Marie-Anne Brune                       | Marschall von Frankreich                                                                                           | 52    |       |
| 6. August  | James A. Bayard senior                           | US-amerikanischer Politiker (Föderalistische Partei)                                                               | 48    |       |
| 6. August  | Giuseppe Gherardeschi                            | italienischer Kapellmeister, Organist, Komponist                                                                   | 55    |       |
| 6. August  | Wilhelm Friedrich Hermann Reinwald               | deutscher Bibliothekar und Sprachwissenschaftler                                                                   | 77    |       |
| 6. August  | Franz Wilhelm von Spiegel                        | westfälischer Adeliger                                                                                             | 63    |       |
| 8. August  | Johann Heinrich Friedrich Müller                 | deutscher Schauspieler, Schriftsteller und Lustspieldichter                                                        | 77    |       |
| 8. August  | Anton Albert von Schullern zu Schrattenhofen     | österreichischer Richter und Tiroler Landesverteidiger                                                             | 52    |       |
| 10. August | Handsome Lake                                    | indianischer Prophet der Seneca                                                                                    |       |       |
| 13. August | Abraham von Bailliodz                            | preußischer Generalmajor                                                                                           | 78    |       |
| 13. August | Friedrich August Wiedeburg                       | deutscher Hochschullehrer und Philologe                                                                            | 64    |       |
| 14. August | Francesco Maria Pignatelli                       | italienischer Kardinal der Römischen Kirche                                                                        | 71    |       |
| 14. August | John Steele                                      | US-amerikanischer Politiker                                                                                        | 50    |       |
| 15. August | Richard Bassett                                  | US-amerikanischer Jurist und Politiker (Föderalistische Partei)                                                    | 70    |       |
| 15. August | Jean-Pierre Ramel                                | General der Französischen Revolution und des Ersten Kaiserreichs                                                   | 46    |       |
| 16. August | Friederike Bethmann-Unzelmann                    | deutsche Schauspielerin und Sängerin                                                                               | 55    |       |
| 18. August | Chauncey Goodrich                                | US-amerikanischer Politiker                                                                                        | 55    |       |
| 19. August | Charles Angélique François Huchet de La Bédoyère | französischer Generalleutnant unter Napoléon Bonaparte                                                             | 29    |       |
| 20. August | August Wilhelm von Hertig                        | königlich preußischer Generalmajor und zuletzt Kommandeur des Artillerie-Regiments Nr. 4                           | 75    |       |
| 21. August | Carl Johan Adlercreutz                           | schwedischer General                                                                                               | 58    |       |
| 21. August | August Friedrich Bök                             | württembergischer Hochschullehrer, Professor der Philosophie, Beredsamkeit und Dichtkunst sowie Prälat in Tübingen | 75    |       |
| 21. August | Stanley Griswold                                 | US-amerikanischer Politiker                                                                                        | 51    |       |
| 22. August | Bartholome Honnerlag                             | Schweizer Arzt | 75    |       |
| 27. August | Johann Friedrich von Merkatz                     | preußischer Generalleutnant                                                                                        | 86    |       |
| 30. August | Justus Christian Hennings                        | deutscher Moralphilosoph und Aufklärer                                                                             | 84    |       |
| 31. August | Karl Friedrich Harttmann                         | deutscher lutherischer Theologe und Kirchenlieddichter                                                             | 72    |       |
| August     | Jonas Christoph Lutz                             | deutscher Kaufmann und Abgeordneter                                                                                | 57    |       |

## September
| Tag           | Name                                  | Beruf, bekannt als                                                                    | Alter | Beleg |
| ------------- | ------------------------------------- | ------------------------------------------------------------------------------------- | ----- | ----- |
| 1. September  | Spiridion von Lusi                    | griechischer Gelehrter und preußischer Diplomat                                       |       |       |
| 3. September  | John Murray                           | britischer und US-amerikanischer Theologe und Autor                                   | 73    |       |
| 5. September  | Jakob Guiollett                       | deutscher Beamter und Politiker                                                       | 69    |       |
| 8. September  | José Espinosa y Tello                 | spanischer Seemann, Kartograph und Astronom                                           | 52    |       |
| 8. September  | Johann Gottlieb Kugelann              | deutscher Apotheker in Osterode, Botaniker und Entomologe mit dem Spezialgebiet Käfer | 62    |       |
| 9. September  | John Singleton Copley                 | amerikanisch-englischer Maler                                                         | 77    |       |
| 15. September | Karl Christian von Elsner             | königlich preußischer Generalleutnant und zuletzt Kommandant von Wittenberg           | 60    |       |
| 16. September | John Whitehill                        | US-amerikanischer Politiker                                                           | 85    |       |
| 18. September | Johann Heinrich Unkraut               | Bürgermeister in Brilon und Gewerke                                                   | 57    |       |
| 24. September | John Sevier                           | US-amerikanischer Politiker                                                           | 70    |       |
| 26. September | Leopold Johannes Dassanowsky          | österreichischer Hofbeamter und k.k. Hofpoststalldirektor                             | 77    |       |
| 28. September | Nicolas Desmarest                     | französischer Geologe                                                                 | 90    |       |
| 29. September | Elisabeth Charlotte Amélie Hainchelin | deutsche Malerin                                                                      | 50    |       |
| 29. September | Otto Friedrich Ludwig von Schack      | preußischer Offizier der Gens d'armes und literarische Figur                          | 52    |       |
| September     | Mary Edwards                          | britische Astronomin                                                                  |       |       |

## Oktober
| Tag         | Name                                                 | Beruf, bekannt als | Alter | Beleg |
| ----------- | ---------------------------------------------------- | --- | ----- | ----- |
| 2. Oktober  | Ferdinand Anton von Ahlefeldt                        | dänischer Diplomat | 68    |       |
| 3. Oktober  | Joseph Albrecht Christoph von Bieberstein-Pilchowsky | preußischer Generalmajor | 85    |       |
| 4. Oktober  | Gabriel Hagspiel                                     | katholischer Priester, Pfarrer von Grünstadt | 50    |       |
| 4. Oktober  | Christophe-Philippe Oberkampf                        | französischer Tuchfabrikant deutscher Herkunft | 77    |       |
| 4. Oktober  | Hans von Strantz                                     | preußischer Generalmajor, Rittergutsbesitzer | 75    |       |
| 5. Oktober  | Carl Bertuch                                         | deutscher Journalist und Schriftsteller | 37    |       |
| 5. Oktober  | Bartholomäus Grass                                   | Schweizer reformierter Pfarrer und Schulreformer |       |       |
| 7. Oktober  | Hermann Ludwig von Löwenstern                        | estländischer Gutsbesitzer und Landrat | 66    |       |
| 10. Oktober | Johann Christlieb Kemme                              | deutscher Mediziner und Hochschullehrer | 77    |       |
| 10. Oktober | Friedrich Wilhelm von Leysser                        | deutscher Kriegs- und Domänenrat, Bergwerksdirektor und Botaniker | 84    |       |
| 13. Oktober | Joachim Murat                                        | König von Neapel und Marschall von Frankreich | 48    |       |
| 13. Oktober | Friedrich Wilhelm Strieder                           | deutscher Bibliothekar und Historiker | 76    |       |
| 14. Oktober | Christian Ludwig August von Arnswaldt                | kurfürstlich-braunschweig-lüneburgischer Geheimer Rat und Konsistorialpräsident, Kriegsminister, Kurator der Universität Göttingen und königlich-hannoverscher Staats- und Kabinettsminister | 81    |       |
| 19. Oktober | Paolo Mascagni                                       | italienischer Naturwissenschaftler und Arzt | 60    |       |
| 19. Oktober | Joachim Friedrich Wilhelm von Oppen                  | preußischer Generalmajor |       |       |
| 22. Oktober | Claude-Jacques Lecourbe                              | Offizier in diversen europäischen Armeen | 56    |       |
| 25. Oktober | Bernat Bertran i Sastre                              | katalanischer Komponist |       |       |
| 26. Oktober | Cornelis van der Aa                                  | niederländischer Buchhändler | 66    |       |
| 26. Oktober | Johann Joseph Anton Huber                            | deutscher Barockmaler | 78    |       |
| 28. Oktober | Jacob Fidelis Ackermann                              | deutscher Mediziner | 50    |       |
| 29. Oktober | August Wilhelm von Mosch                             | preußischer General und Autor | 79    |       |

## November
| Tag          | Name                             | Beruf, bekannt als                                                                                  | Alter | Beleg |
| ------------ | -------------------------------- | --------------------------------------------------------------------------------------------------- | ----- | ----- |
| 2. November  | Gottlieb Christoph Harleß        | deutscher Klassischer Philologe, Philosoph und Literaturhistoriker                                  | 77    |       |
| 2. November  | Friedrich Wilhelm von Hertzberg  | preußischer Offizier, zuletzt Generalmajor                                                          | 76    |       |
| 2. November  | Charles Thellusson               | britischer Politiker                                                                                | 45    |       |
| 3. November  | Louis Michel Thibault            | französischer Architekt                                                                             | 65    |       |
| 9. November  | Heinrich Bosshard von Rümikon    | Schweizer Bauer, Laienprediger und Geodät                                                           |       |       |
| 11. November | Damian Hugo Philipp von Lehrbach | deutscher Graf, Jesuit, Domherr, Stiftpropst und Mäzen                                              | 77    |       |
| 15. November | Stephen Heard                    | US-amerikanischer Politiker und Gouverneur von Georgia                                              | 75    |       |
| 15. November | Franz Xaver Kirchebner           | österreichischer Maler                                                                              | 78    |       |
| 15. November | Johann Friedrich Heinrich Panzer | deutscher evangelischer Theologe und Geistlicher                                                    | 51    |       |
| 15. November | Johann Lukas Schubaur            | deutscher Arzt und Komponist                                                                        | 65    |       |
| 17. November | Luigi Asioli                     | italienischer Sänger und Komponist                                                                  | 37    |       |
| 17. November | Joseph Habersham                 | US-amerikanischer Politiker                                                                         | 64    |       |
| 17. November | Dorothea Viehmann                | Märchenerzählerin und Quelle der Märchensammlung der Brüder Grimm                                   | 60    |       |
| 20. November | Roger Davis                      | US-amerikanischer Politiker                                                                         | 53    |       |
| 21. November | Johann Georg Taentzel            | deutscher Maurermeister, Steinhauer und Hof- und (Rats-)Baumeister, Vater von Ernst Ludwig Taentzel | 60    |       |
| 25. November | Johann Peter Salomon             | Violinist, Komponist, Dirigent und Musikimpresario                                                  |       |       |
| 30. November | Benjamin Contee                  | US-amerikanischer Politiker                                                                         |       |       |
| 30. November | Johann Dietrich Lendorf          | deutscher Knecht                                                                                    | 72    |       |

## Dezember
| Tag          | Name                               | Beruf, bekannt als                                                                                             | Alter | Beleg |
| ------------ | ---------------------------------- | --- | ----- | ----- |
| 3. Dezember  | John Carroll                       | erster Bischof und Erzbischof in den USA                                                                       | 80    |       |
| 5. Dezember  | Christian Gottfried Gruner         | deutscher Mediziner und Historiker                                                                             | 71    |       |
| 6. Dezember  | Hyppolyte-Victor Collet-Descotils  | französischer Naturforscher, Chemiker und Mineraloge                                                           | 42    |       |
| 7. Dezember  | Michel Ney                         | französischer General                                                                                          | 46    |       |
| 10. Dezember | Ernst Schick                       | deutscher Geiger und Komponist                                                                                 | 59    |       |
| 11. Dezember | Anna Pestalozzi                    | Ehefrau Johann Heinrich Pestalozzis                                                                            | 77    |       |
| 13. Dezember | John Brown                         | US-amerikanischer Politiker                                                                                    |       |       |
| 15. Dezember | Giuseppe Bossi                     | italienischer Maler und Autor                                                                                  | 38    |       |
| 15. Dezember | Friedrich Wilhelm Abraham Gaertner | preußischer Justizkommissar und Kriegskommissar in Magdeburg und Fiskal der französischen Kolonie zu Magdeburg | 51    |       |
| 15. Dezember | José Luján Pérez                   | spanischer Bildhauer                                                                                           | 59    |       |
| 15. Dezember | Jean-Joseph Menuret                | französischer Arzt, Autor medizinischer Abhandlungen und Enzyklopädist                                         |       |       |
| 18. Dezember | Johann Rudolph Becker              | deutscher Verwaltungsjurist, Schriftsteller und Historiker                                                     | 79    |       |
| 19. Dezember | Christian Julius Wilhelm Mosche    | deutscher Pädagoge und Rektor des Katharineums zu Lübeck                                                       | 47    |       |
| 19. Dezember | Benjamin Smith Barton              | US-amerikanischer Botaniker                                                                                    | 49    |       |
| 19. Dezember | Friedrich August Weiz              | deutscher Mediziner und Chronist                                                                               | 76    |       |
| 19. Dezember | Michel Woldemar                    | französischer Violinist und Komponist der Klassik                                                              | 65    |       |
| 20. Dezember | Carl Conrad Gustav Knuth           | dänischer Postdirektor und Kammerherr                                                                          | 54    |       |
| 20. Dezember | Giovanni Meli                      | italienischer Arzt, Naturwissenschaftler und Dichter                                                           | 75    |       |
| 22. Dezember | José María Morelos                 | mexikanischer Revolutionär                                                                                     | 50    |       |
| 22. Dezember | Cajetan Toscani                    | italienisch-böhmischer Maler und Zeichner, Professor an der Kunstakademie Dresden                              |       |       |
| 23. Dezember | Franz Xaver von Auffenberg         | Feldmarschall-Leutnant der österreichischen Armee                                                              |       |       |
| 23. Dezember | Pierre-François Levasseur          | französischer Violoncellist und Komponist                                                                      | 62    |       |
| 23. Dezember | Jan Potocki                        | polnischer Romancier, Historiker und Ethnograph                                                                | 54    |       |
| 24. Dezember | Franz Victor Effinger              | Politiker | 81    |       |
| 25. Dezember | Josef von Mader                    | österreichischer Juraprofessor und Numismatiker                                                                | 61    |       |
| 26. Dezember | Johann Dominik Laeis               | Glashüttenbesitzer                                                                                             | 85    |       |
| 26. Dezember | Johann Wilhelm Petersen            | deutscher Bibliothekar                                                                                         | 57    |       |
| 27. Dezember | Friedrich Carl Wilhelm Lemme       | deutscher Klavierbauer und Organist                                                                            | 69    |       |
| 29. Dezember | Sarah Baartman                     | Khoi Bühnendarstellerin                                                                                        |       |       |
| 29. Dezember | Edme Mentelle                      | französischer Kartograph                                                                                       | 85    |       |
| 30. Dezember | Oluf Gerhard Tychsen               | deutscher Orientalist                                                                                          | 81    |       |
| 31. Dezember | Walter Jones                       | US-amerikanischer Politiker                                                                                    | 70    |       |

## Datum unbekannt
| Tag | Name                                   | Beruf, bekannt als                                                       | Alter | Beleg |
| --- | -------------------------------------- | ------------------------------------------------------------------------ | ----- | ----- |
|     | Johann Daniel Bager                    | deutscher Künstler                                                       |       |       |
|     | Jean Baptiste Bédard                   | französischer Violinist, Harfenist und Komponist                         |       |       |
|     | Giovanni Bertati                       | italienischer Librettist                                                 |       |       |
|     | Archibald Blair                        | britischer Meeresvermesser                                               |       |       |
|     | Antonio Benedetto Carpano              | italienischer Destillateur                                               |       |       |
|     | Andreas Clemens                        | siebenbürgischer Pfarrer, Grammatiker, Lexikograf und Rumänist           |       |       |
|     | Thomas Evans                           | US-amerikanischer Politiker                                              |       |       |
|     | Stanoje Glavaš                         | serbischer Freiheitskämpfer und Wojwodenführer                           |       |       |
|     | Johann Christian Günther               | deutscher Orgelbauer                                                     |       |       |
|     | Sabine Hitzelberger                    | deutsche Opernsängerin (Sopran)                                          |       |       |
|     | Jaakow Jizchak Horowitz                | polnischer Rabbiner                                                      |       |       |
|     | Johann Christoph Kaffka                | deutscher Komponist, Geiger und Opernsänger                              |       |       |
|     | Emma Körner                            | deutsche Malerin                                                         |       |       |
|     | Fürchtegott Leberecht von Nordenflycht | deutscher Bergbauingenieur                                               |       |       |
|     | Heinrich Pfenninger                    | Schweizer Porträtmaler und Kupferstecher                                 |       |       |
|     | Tešan Podrugović                       | serbischer Hajduk, Dichter und Guslar                                    |       |       |
|     | Hipólito Ruiz López                    | spanischer Botaniker                                                     |       |       |
|     | Ahmad at-Tidschānī                     | Gründungsvater des Tidschani-Ordens                                      |       |       |
|     | Manuel de la Cruz Tot                  | Prócer in Guatemala                                                      |       |       |
|     | Julián Uribe                           | chilenischer Geistlicher, Militär und Politiker                          |       |       |
|     | Clemens August von Weichs              | Landdrost im Herzogtum Westfalen und Präsident der Regierung in Arnsberg |       |       |